# King George – Ein Königreich für mehr Verstand
King George – Ein Königreich für mehr Verstand ist das Spielfilmdebüt des britischen Regisseurs Nicholas Hytner aus dem Jahr 1994. Die Komödie basiert auf dem Theaterstück Was, Was oder die Krankheit von König Georg III (The Madness of George III) von Alan Bennett und wurde von der Samuel Goldwyn Company produziert.

## Handlung
England im Jahr 1788: König George III. regiert über Großbritannien. Der arbeitswütige Herrscher genießt die Zuneigung des Volkes und wird wegen seiner Vorliebe fürs Landleben mit dem Beinamen „Farmer George“ betitelt. Er führt eine glückliche Ehe mit Königin Charlotte, die ihm fünfzehn Kinder geboren hat. Fernab jeglicher Etikette nennen sich die beiden liebevoll „Mr. und Mrs. King“, wenn sie unter sich sind. Dennoch hat George III. einen herben Misserfolg in seiner Amtsführung erlitten – er verlor den Unabhängigkeitskrieg gegen die nordamerikanischen Kolonien, die sich daraufhin von Großbritannien lösten und selbstständig wurden.
Ein weiteres ständiges Ärgernis stellt sein Sohn, der Prince of Wales, dar. Sohn George, der einmal in die Fußstapfen seines Vaters treten soll, ist ein Müßiggänger. Er pflegt einen ausschweifenden und teuren Lebensstil, und nimmt nur widerwillig an öffentlichen Auftritten teil. Von seinem Vater als „Fettsack“ betitelt, hat er noch keine standesgemäße Ehefrau vorzuweisen. So ist das Verhältnis zwischen Vater und Sohn trotz der Beschwichtigungsversuche der Königin angespannt.
Nach einer Rede im Parlament wird George III. von einer geisteskranken Frau angegriffen wird. Der König wird nicht verletzt, lediglich seine Kleidung ist zerrissen. Er ermahnt kurz nach dem vereitelten Verbrechen seine Wachen, die verwirrte Frau nicht zu hart anzupacken. Kurze Zeit darauf verspürt der König in seinem Schlafgemach starke Krampfanfälle in der Magengegend und bricht zusammen. Von seinem Leibarzt als Kolik diagnostiziert, bekommt George III. ein Abführmittel verschrieben und ist am nächsten Tag wieder amtsfähig.
Doch der Herr seines Verstandes scheint der König bald nicht mehr zu sein. Er steht von nun an frühmorgens um vier Uhr auf und unternimmt, nur mit seinem Nachthemd bekleidet, Spaziergänge in der Umgebung, sehr zur Bestürzung seiner Kammerdiener, die ihn davon abzuhalten versuchen. Er ergeht sich in langen Gebeten, sein Urin weist eine bläuliche Färbung auf und er bespringt in sexueller Gier die Zofe seiner Königin, Lady Pembroke, u. a. im Beisein seiner Gemahlin und lobt ihre körperlichen Vorzüge. Während der Hof über das Verhalten des Königs rätselt, erreichen die Gerüchte über den Geisteszustand des Vaters auch den Fürsten von Wales. Nach all den Jahren des Wartens sieht er seine Chance gekommen, den Thron zu besteigen und er beginnt zusammen mit seinem jüngeren Bruder Frederick, Herzog von York und Albany, gegen seinen Vater zu intrigieren. Der Fürst von Wales organisiert ein Konzert mit der Absicht, den König vor dem gesamten Hof bloßzustellen. Tatsächlich erleidet George III. wieder einen Anfall, greift selbst in die Tasten des Cembalos und fällt nach einer Zurechtweisung seines ältesten Sohnes über den Fürsten von Wales her und kann nur mit Mühe von den Wachen zurückgehalten werden.
Als George III. zu nächtlicher Stunde seine Kinder und Ehefrau wecken lässt und mit ihnen die Zinnen des Schlosses erklimmt, um sie vor einer angeblichen Überschwemmung zu schützen und immer wieder seinen im Alter von vier Jahren verstorbenen Sohn Oktavius erwähnt, scheint der König endgültig den Verstand verloren zu haben. Die Königin versucht die Verhaltensweisen ihres Ehegatten zu verstehen und ihn zur Vernunft zu bringen, aber das Ehepaar wird plötzlich von Wachen aufgesucht. Der Prince of Wales sieht seine Chance endlich gekommen, seinen Vater für handlungsunfähig erklären zu lassen und gibt den Befehl, seine Mutter vom verrückt gewordenen Vater zu trennen. Königin Charlotte bittet den Sohn seine Entscheidung zu revidieren, der lässt sich aber von seiner Mutter nicht erweichen. König George III. wird im königlichen Palast eingesperrt und man versucht ihn u. a. durch Schröpfen zu heilem. Nachdem diese Therapie keinen Erfolg aufweist, konsultiert sein Kammerdiener, Captain Greville, den unkonventionellen Dr. Willis. Der ehemalige Geistliche begutachtet den Patienten und lässt ihn in seine Nervenheilanstalt einweisen. Der zutiefst gekränkte König lässt sich nur widerwillig auf die Therapie ein, bei der er, sobald er einen weiteren Anfall erleidet, an einen Stuhl gefesselt und geknebelt wird.
Während Dr. Willis versucht, George III. von seiner Krankheit zu kurieren, versucht Premierminister Pitt die Glaubwürdigkeit des Königs aufrechtzuerhalten. Der Prince of Wales arrangiert sich mit dem Oppositionsführer Charles James Fox und lässt das Parlament über eine Handlungsunfähigkeit des Königs abstimmen, unterliegt jedoch knapp. Bei einer zweiten Abstimmung hat der Prince of Wales die Mehrheit der Abgeordneten hinter sich, doch gerade noch rechtzeitig kehrt der inzwischen geheilte König von seiner Kur zurück. Bald darauf lächelt und winkt die Königsfamilie bei öffentlichen Auftritten dem Volk zu und hält die Fassade der Musterfamilie aufrecht.

## Entstehungsgeschichte
Der Film basiert auf dem Bühnenstück The Madness of George III. von Alan Bennett. Das Stück war erstmals Anfang der 1990er Jahre vom britischen Royal National Theatre aufgeführt worden. In der Rolle des geisteskranken Königs war zweieinhalb Jahre lang der Brite Nigel Hawthorne zu sehen. Er erhielt für sein Spiel herausragende Kritiken und wurde u. a. mit dem Olivier Award (1992), dem London Critics’ Circle Theatre Award (1991) und dem London Evening Standard Theatre Award (1992) ausgezeichnet. Wenig später ging das Stück auch auf US-Tournee. Als die Dreharbeiten für die Filmadaption im Sommer 1994 begannen, stand für Alan Bennett von Anfang an fest, dass die Hauptrolle nur von Nigel Hawthorne interpretiert werden könnte. Er weigerte sich angeblich sogar, sein Einverständnis für die Verfilmung seines Theaterstücks zu geben, würde Hawthorne die Rolle nicht bekommen. Daneben wurden weitere Darsteller aus dem Theaterensemble verpflichtet, darunter Julian Wadham als Premierminister Pitt, Julian Rhind-Tutt als Bruder des machtgierigen Fürsten von Wales, sowie Anthony Calf und Paul Corrigan als Kammerdiener des Königs. Weitere Schauspieler der Original-Besetzung hatten Cameo-Auftritte, so etwa Nick Sampson und Selina Cadell, die auf der US-Tournee den Fürsten von Wales bzw. die Königin Charlotte gespielt hatten.
Für die Filmadaption konnte Bennett Nicolas Hytner gewinnen, der auch die Regie für die Bühnenvorlage geleitet hatte. Ihm zur Seite standen der etablierte Designer Ken Adam, der u. a. für Stanley Kubricks Barry Lyndon und sieben James-Bond-Filme die Filmsets entworfen hatte. Für die historischen Kostüme wurde der Designer Mark Thompson verpflichtet, der wie Bennett, Hytner und Hawthorne ebenfalls an der Bühnenproduktion The Madness of George III. mitgewirkt hatte.
Als Kulissen für Schloss Windsor dienten u. a. Arundel Castle in West Sussex und Wilton House in Salisbury. Am Eton College entstanden die Dreharbeiten der Parlamentsszenen. Für die Schlussszene von King George – Ein Königreich für mehr Verstand bekam die Filmcrew die Erlaubnis, vor der St Paul’s Cathedral in London zu drehen. Die Studioarbeit fand in den Shepperton Studios in Surrey statt.

## Rezeption
Die historische Komödie mit dramatischen Elementen kam am 28. Dezember 1994 in die US-amerikanischen Kinos. Der Debütfilm des etablierten Theaterregisseurs Nicolas Hytner wurde von der Kritik gelobt und konnte allein in den USA über 15 Mio. US-Dollar einspielen. Großes Lob seitens der Kritiker erntete Hauptdarsteller Nigel Hawthorne für sein intensives Spiel sowie Helen Mirren als königliche Gemahlin.

## Kritiken
„Opulent ausgestattete Tragikomödie, die schon auf der Bühne ein großer Erfolg war.“

„Theaterregisseur Nicholas Hytner gibt hier ein furioses Spielfilmdebüt, das ihn mit einem Schlag in die traditionsreiche britische Satiriker-Galerie einreiht. Nigel Hawthorne, hierzulande hauptsächlich als der clevere Sir Humphrey aus der TV-Serie ‘Yes, Minister’ bekannt, wurde im vergangenen Jahr für seine fulminante Leistung als König George mit einer Oscar-Nominierung belohnt. Allein schon die spitzzüngigen Dialoge sind das Ansehen wert.“

„Regisseur Nicholas Hytner, der auch die Bühnenversion inszenierte, kann bei seinem glanzvollen Leinwanddebüt mit einem cleveren Skript, das den Geisteszustand des Königs mit dem Zustand der Monarchie vergleicht und die Königsfamilie vermenschlicht, sowie mit hervorragenden Schauspielern arbeiten. Besonders beeindruckend ist die mitreißende Darstellung Hawthornes, der die Rolle bereits ausgiebig am Royal National Theater erprobte. Die Kostüme und die Ausstattung sind vom Feinsten und runden das grandiose Epos ab, das auch in Deutschland seine geneigten Zuschauer finden wird – auch wenn man beim hiesigen Kinostart im November kaum mehr von den Oscar-Nominierungen zehren können wird.“

## Auszeichnungen
King George – Ein Königreich für mehr Verstand wurde 1995 für vier Oscars nominiert, darunter Nigel Hawthorne in der Titelrolle und Helen Mirren als beste Nebendarstellerin für ihren Part als geliebte Ehefrau Königin Charlotte. Mit dem Oscar ausgezeichnet wurde jedoch nur die opulente Ausstattung des Setdesigners Ken Adam. Schauspielerin Helen Mirren wurde zudem bei den Filmfestspielen von Cannes im gleichen Jahr mit dem Preis für die beste Darstellerin ausgezeichnet. Außerdem wurde der Film mit vierzehn Nominierungen für den British Academy Film Award bedacht und mit drei Preisen ausgezeichnet, darunter die Trophäen für die beste britische Produktion des Jahres und Nigel Hawthorne als bester Hauptdarsteller. Alan Bennett wurde für die Filmadaption seines Theaterstücks u. a. von der Writers’ Guild of Great Britain geehrt. Das British Film Institute wählte King George im Jahr 1999 auf Platz 42 der besten britischen Filme aller Zeiten.

### Oscar 1995
- Beste Ausstattung (Ken Adam, Carolyn Scott)

Nominiert in den Kategorien
- Bester Hauptdarsteller (Nigel Hawthorne)
- Bester Nebendarstellerin (Helen Mirren)
- Bestes adaptiertes Drehbuch

### British Academy Film Awards 1996
- Bester britischer Film
- Bester Hauptdarsteller (Nigel Hawthorne)
- Bestes Make-Up/Haarstyling (Lisa Westcott)

Nominiert in den Kategorien
- Bester Film
- Beste Regie
- Beste Hauptdarstellerin (Helen Mirren)
- Bester Nebendarsteller (Ian Holm)
- Bestes adaptiertes Drehbuch
- Beste Filmmusik
- Beste Kamera
- Beste Kostüme
- Bester Schnitt
- Beste Ausstattung
- Bester Ton

### Weitere
British Society of Cinematographers 1995
- Beste Kamera

Internationale Filmfestspiele von Cannes 1995
- Beste Darstellerin (Helen Mirren)
- nominiert für die Goldene Palme als bester Film

Empire Awards 1996
- Bester Hauptdarsteller (Nigel Hawthorne)

Evening Standard British Film Awards 1996
- Bester Film
- Bestes Drehbuch
- Beste Kamera

Goya 1996
- nominiert als bester europäischer Film

London Critics’ Circle Film Awards 1996
- Bester britischer Film des Jahres
- Bester britischer Schauspieler des Jahres (Nigel Hawthorne)
- Bester britischer Drehbuchautor des Jahres (Alan Bennett)
- Beste Ausstattung
- nominiert in der Kategorie beste britische Schauspielerin des Jahres (Helen Mirren)

Writers Guild of America 1995
- nominiert für das beste adaptierte Drehbuch

Writers’ Guild of Great Britain 1995
- Bestes Drehbuch